# Nokia 1616
Le Nokia 1616 est un téléphone mobile de la marque Nokia. Il a la particularité d'avoir une lampe torche. Il est de forme classique. Il n'a que les fonctions basiques et la radio FM (pas de 3G, pas de Wi-Fi, pas de GPS, écran non tactile, pas d'appareil photo).